# E233号線
E233号線 (E233ごうせん、英: European route E233) は、欧州自動車道路のBクラス幹線道路。ドイツのクロッペンブルクとオランダのフローニンゲンを結ぶ。

## 経路
- ドイツ
  - クロッペンブルク(Cloppenburg)
  - メッペン
- オランダ
  - エメン(Emmen, Netherlands)
  - ホーヘフェーン(Hoogeveen)

## 接続する道路
長さは135 km。E37号線とE232号線を接続する路線である。以下の道路と接続している

### ドイツ
- E37 (アウトバーン 1) - クロッペンブルク (ニーダーザクセン州)
- E41 (proposed extension; アウトバーン 31) - メッペン

### オランダ
- N92 (Highway 34) - ホルスロート(Holsloot)
- RW48 - ホーヘフェーン
- E232 (Highway 28) - ホーヘフェーン

経路のオランダ側は高速道路として建設されているが、ドイツ側は高速道路としては建設されていない(ドイツ連邦道路独: Bundesstraße)。
当初、クロッペンブルクとはE30号線と接続するオルデンザールが接続されていたが、オランダ政府はドレンテ州とニーダーザクセン州との良好な接続を求めて1990年代初頭に変更された。
1980年代に、欧州自動車道路の番号換えがおこなわれる前はE72号線であった。